# Traje tradicional gallego
En origen el diseño del traje tradicional gallego de gala estuvo influido en gran manera por el clima, de manera que antaño se cubrían con una prenda añadida (hombres y en ocasiones mujeres) que era una original capa de paja llamada coroza. El carácter tradicionalista del pueblo gallego se muestra de manera activa en su indumentaria tradicional. El aldeano vistió siempre el traje correspondiente a su región, aquel que había sido ideado por sus ancestros. Como complemento muy antiguo hay que citar la clásica monteira con borlas. Cuando las borlas se colocan a la derecha indican que el portador está soltero. Si van a la izquierda, es que está casado.

## Traje tradicional gallego femenino
Hay muchas variaciones dependiendo de la zona lo mismo que los colores utilizados para las telas. No es imperativo que se lleven todas estas prendas. Aquí se enumeran los diferentes nombres que se les adjudican así como todas sus variantes conocidas.

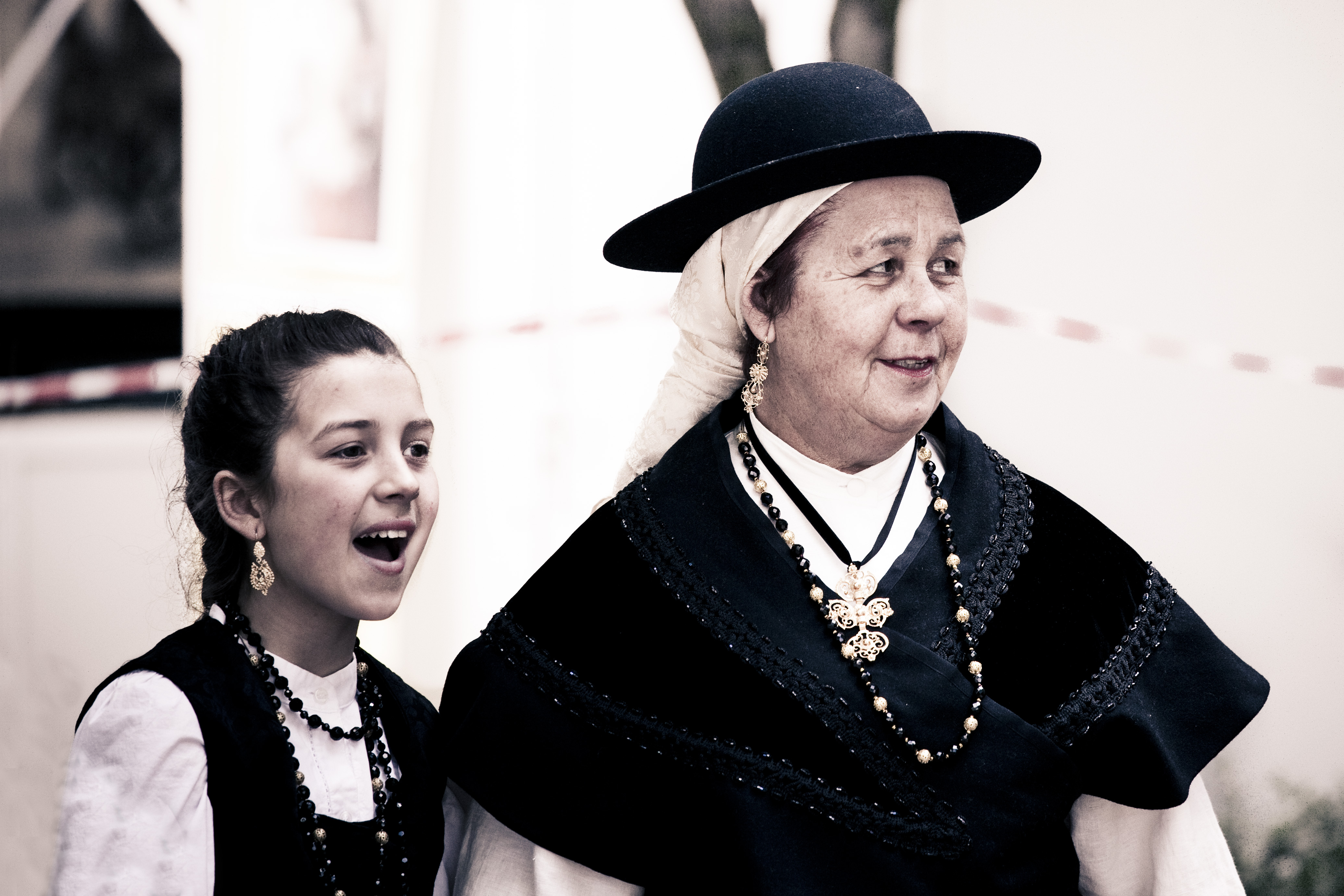
Mujeres con trajes tradicionales gallegos

### Cabeza
- Casquete: Pequeño sombrero, de forma circular que se engancha a la pañoleta con un pincho. Decorado también con joyería.
- Chapeu (Sombrero): Según las zonas se puede o no colocar sombreros sobre la pañoleta. Pueden ser de palla (paja) o de tela. Algunos se decoran con plumas de aves.
- Cofia
- Pano (Paño, pañoleta): Se coloca sobre la cabeza. De forma cuadrada, se dobla por la mitad obteniendo una forma triangular. Se ata alrededor de la cabeza utilizando los dos extremos para anudarla y ajustarla. También tiene colores vivos, como el rojo o el azul.Traje regional gallego (Femenino)

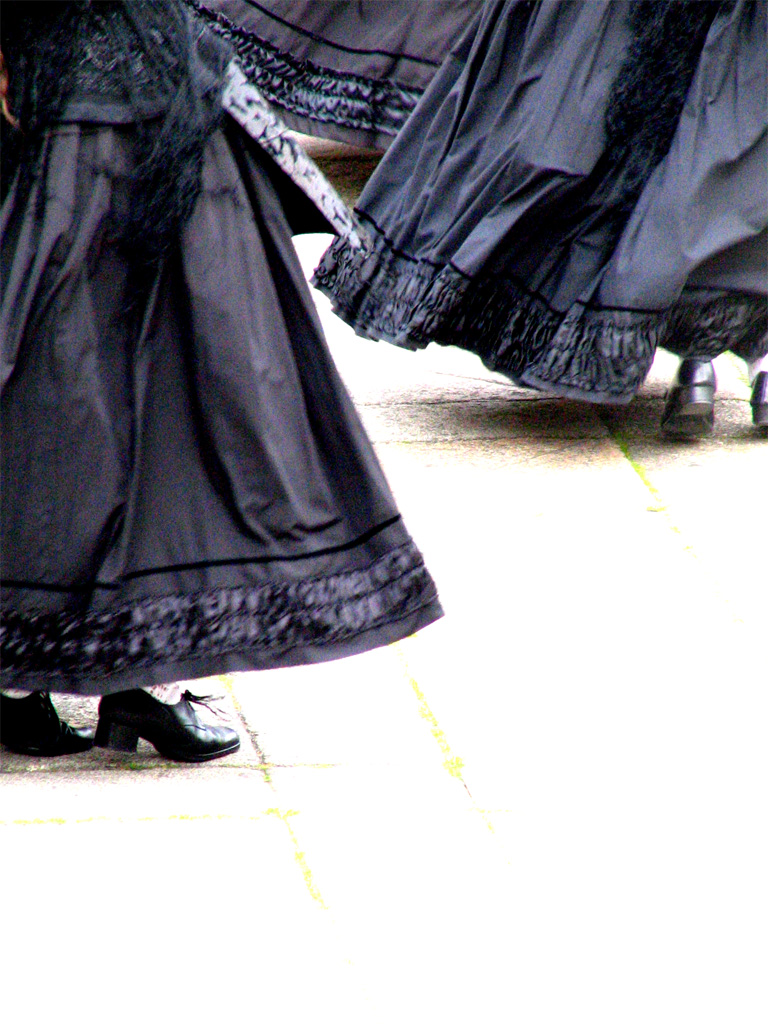
Traje regional gallego (Femenino)

### Parte superior
- Camisa

- Mantón o pañuelo de 8 puntas.
- Mantillo
- Xubón
- Justillo
- Dengue: Pieza de tela, que suele llevar retazos de terciopelo e incrustaciones de pedrería que se coloca a la espalda y cuyos dos extremos se cruzan sobre el pecho para atarlos de nuevo a la espalda. También se utiliza corpiño en lugar de esta pieza.
- Chaleco.
- Chaquetilla
- pollo: Adornos que se cuelgan sobre el pecho.

### Parte inferior
- Camisa. Hecha de algodón o lino. Suele tener mangas abombadas, y adornos (plisados) en la pechera. A diferencia de la de hombre, suele ser larga, hasta algo por encima de la rodilla. El cuello es cerrado, de tipo mao.
- Saia (Saya o falda) o vasquiña: Suele ser larga, aunque no tiene porqué tocar necesariamente el suelo. tiene que dar una vuelta y media a la cintura.
- Mandil. Se coloca por encima de la falda atado a la cintura.
- Mantelo o muradana. Se coloca por debajo del mandil siendo mucho más grande que éste y cubriendo casi por completo la falda. Es normal decorarla con terciopelo y dibujos de pedrería.
- Enaguas.
- Refaixo.
- Pololos. Por debajo de la falda. Una especie de pantalones con terminaciones en puntilla en los extremos. Llegan hasta más abajo de las rodillas. Se utilizan para evitar que las medias se bajen, ya que algunas sólo llegan hasta la rodilla.
- Calzas o Medias:  De lino o lana, también pueden ser de algodón o seda.
- Zocos o chancas: Son zapatos tradicionales gallegos, hechos de piel y con suela de madera.

## Traje tradicional gallego masculino

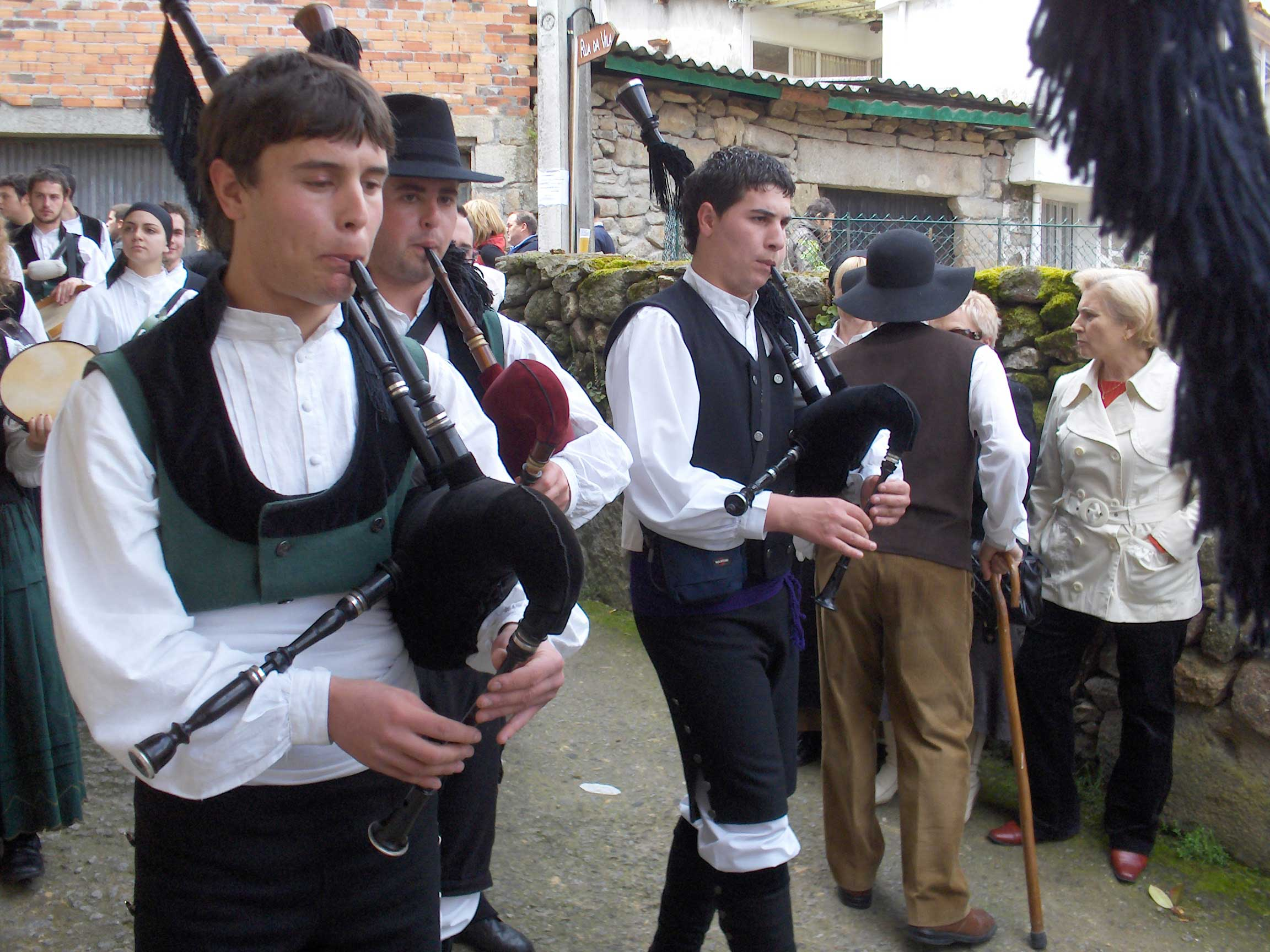
Gaiteiros con trajes tradicionales

### Cabeza
- Monteira: datan de la Edad Media. De variadas formas y tamaños según la zona. En el interior de Galicia eran grandes y triangulares adornadas con lana de colores. Poco a poco fue desapareciendo para dar paso a los chapeus (sombreros) de fieltro o paja boina viguesa que era la pieza de la cabeza más común.  Su material era de lana o terciopelo, de color castaño, verde o negro. Su forma más sencilla era abovedada con un doblez alrededor, también podía llevar varios picos y adornarse con borlas de lana o plumas. También las había que tenían orejeras, recogidas arriba de la cabeza y que tapaban las orejas en los días de frío, atando las tiras.

### Parte superior
- Camisa.
- Chaleco.
- Chaqueta: Corta y entallada, no pasa de la cintura, confeccionada generalmente en paño, tiene mangas estrechas y cortas y dos bolsillos horizontales.

### Parte inferior
- Cirolas: Pieza de ropa interior, de lino blanco, lienzo o lana, similar a un pequeño calzón. Se puede llevar asomando por la pierna del pantalón y por arriba de la polaina, o fruncidos y  atados con una cinta por debajo de la polaina.
- Faixa:  Tela rectangular, larga y rematada en flecos, que rodea la cintura por arriba del calzón. Normalmente da dos vueltas alrededor y puede ser de distintos colores.
- Polainas: Especie de calzas que van desde las rodillas a los pies y generalmente de color negro. Suelen cubrir el zapato en su parte delantera. Se cierran en la parte exterior de la pierna con numerosos botones (si son de paño), hebillas (en el caso del cuero) o cordones (paja). Su aparición se remonta al siglo XIX y substituyeron a las medias. Muchas veces se las adorna con un pompón a juego con la monteira.
- Zocos o chancas: Son zapatos tradicionales gallegos, hechos de piel y con suela de madera.